# Campagne de vaccination contre la Covid-19 en Guinée-Bissau
Pour un article plus général, voir Pandémie de Covid-19 en Guinée-Bissau.
 (septembre 2021).
La campagne de vaccination contre la Covid-19 en Guinée-Bissau démarre officiellement le samedi 3 avril 2021. Le président bissau-guinéen Umaro Sissoco Embaló est le premier à recevoir sa première dose du vaccin AstraZeneca dans le cadre de ce lancement pour donner l'exemple.